# Naczynia kolateralne
Naczynia kolateralne lub tętniczki kolateralne – zespół niewielkich naczyń występujących m.in. w sercu, przeważnie nieuczestniczących w przenoszeniu krwi. Jednak na skutek znacznego zablokowania np. tętnic wieńcowych, mogą się one przekształcić w mniejszej i średniej wielkości tętnice wieńcowe, tworząc naturalne krążenie oboczne.
Tętniczki kolateralne są pozostałością embrionalnego pierwotnego splotu naczyniowego. Występują u ludzi od urodzenia, jednak przeważnie nie uczestniczą w transporcie krwi. Liczba i obecność naczyń kolateralnych jest zmienna osobniczo i gatunkowo.

## Przekształcenie w tętnice
Obecne badania wskazują, że niedobór tlenu oraz wzrost i spadek ciśnienia w dotychczas istniejących tętnicach wieńcowych powoduje powstawanie nowych kanałów obocznych. Uwalniane są wtedy czynniki wzrostu stymulujące generowanie się rozrostu naczyń kolateralnych. Zaś same naczynia kolateralne przekierowują przepływ krwi z różnych kierunków do części mięśnia sercowego cierpiącego na niedobór tlenu, tworząc miejscowe krążenie oboczne. W dalszej kolejności wymienione powyżej czynniki indukują arteriogenezę, czyli formowanie naczyń krwionośnych niezależnie od hipoksji. Polega to na przekształcaniu istniejących wcześniej tętniczek kolateralnych w funkcjonalne tętnice w następstwie pogrubienia ich warstwy mięśniowej.
W toku badań ustalono, że odpowiednio dobrane ćwiczenia fizyczne najlepiej stymulowały tworzenie się krążenia obocznego. Niektóre badania wskazują również, że u osób dotkniętych poważną chorobą serca, u których naczynia oboczne mogły zastąpić 25% dawnego prawidłowego przepływu przez tętnice wieńcowe, występowało o 67% niższe ryzyko śmierci z powodu problemów z sercem na przestrzeni 10 lat. Pomimo tego z nieznanych obecnie przyczyn sieć naczyń obocznych u osób z chorobą wieńcową nie rozwija się wystarczająco dobrze, aby ominąć blokady tętnic wieńcowych przymkniętych np. płytką miażdżycową.
Przekształcanie się naczyń kolateralnych w małe i średnie tętnice wieńcowe ma ogromne znaczenie w przypadku chorób serca. Niejednokrotnie może decydować o życiu lub śmierci. Jednak dla wielu osób nawet umiarkowane ćwiczenia fizyczne nie są możliwe w przypadku zaawansowanej choroby serca. Dlatego trwają prace nad farmakologicznym stymulowaniem tworzenia kanałów obocznych. Alternatywą dla nich są dostępne obecnie metody inwazyjne i operacyjne.
W trakcie badań pojawiły się również sugestie, że możliwość przemiany małych naczyń krwionośnych w naczynia oboczne zakłócały uszkodzenia wywołane przez cukrzycę, jak również wysokie poziomy cholesterolu.